# Chi Cá một hàm
Monognathus hay cá một hàm là chi cá duy nhất trong họ Monognathidae, gồm các loài cá dạng cá chình sinh sống ở biển sâu. Tên gọi của chi bắt nguồn từ tiếng Hy Lạp monos (một, duy nhất) và gnathos (hàm) để nói tới cái miệng lớn khi so với phần còn lại của cơ thể cá, cũng như sự thiếu vắng của hàm trên (không có xương hàm trên và xương tiền hàm trên). Các vây lưng và vây hậu môn không có các hỗ trợ xương còn vây ngực thì không có. Mõm có một răng nanh nối với các tuyến.
Các loài cá trong chi này là cá nhỏ, với chiều dài chỉ đạt 4 đến 10 xentimét (1,6 đến 3,9 in), với chiều dài tối đa đã biết đạt 15,9 xentimét (6,3 in).
Chúng nói chung có màu đen và được tìm thấy ở độ sâu hơn 2.000 mét (6.600 ft).

## Species
Hiện tại người ta công nhận 15 loài thuộc chi này:
- Monognathus ahlstromi Raju, 1974 (cá một hàm đuôi mái chèo)
- Monognathus berteli J.G.Nielsen & Hartel, 1996.
- Monognathus bertini Bertelsen & J.G.Nielsen, 1987.
- Monognathus boehlkei Bertelsen & J.G.Nielsen, 1987.
- Monognathus bruuni Bertin, 1936.
- Monognathus herringi Bertelsen & J.G.Nielsen, 1987.
- Monognathus isaacsi Raju, 1974.
- Monognathus jesperseni Bertin, 1936.
- Monognathus jesse Raju, 1974.
- Monognathus nigeli Bertelsen & J.G.Nielsen, 1987.
- Monognathus ozawai Bertelsen & J.G.Nielsen, 1987.
- Monognathus rajui Bertelsen & J.G.Nielsen, 1987.
- Monognathus rosenblatti Bertelsen & J.G.Nielsen, 1987.
- Monognathus smithi Bertelsen & J.G.Nielsen, 1987.
- Monognathus taningi Bertin, 1936.